# عبوة ألومنيوم

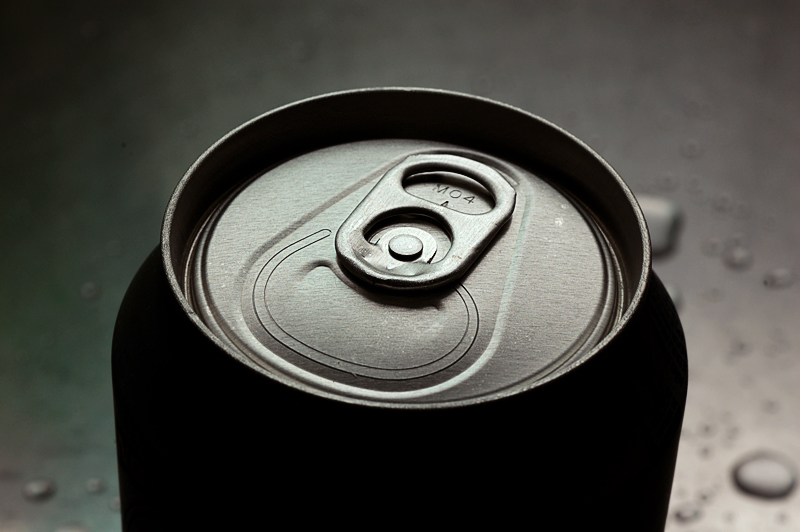
عبوة ألومنيوم

عبوة الألومنيوم هي وعاء للتعبئة يصنع أساساً من الألومنيوم، وغالبًا ما تستخدم في تعبئة الأغذية والمشروبات الغازية ولكن يمكن استخدامها أيضاً في تعبئة الزيوت والمواد الكيميائية وسوائل أخرى.
علبة الألومنيوم والتي يشار إليها بشكل خاطئ في بعض الاحيان باسم «علبة صفيح»، هي عبارة عن عبوة مخصصة للتعبئة مصنوعة من الألومنيوم.تُستخدم بشكل شائع لحفظ الأطعمة والمشروبات مثل الحليب والحساء ولكن تُستخدم أيضًا لمنتجات مثل النفط والمواد الكيميائية والسوائل الأخرى.
يبلغ الإنتاج العالمي منها حوالى 180 مليار سنويًا ويشكل استخدام الألومنيوم بشكل فردى النسبة الأكبر على مستوى العالم.

## الاستخدام
بدأ استخدام الألومنيوم في تصنيع العلب في عام 1957. فالالومنيوم لديه قابلية للطرق كبيرة، مما يؤدي إلى سهولة تصنيعه؛ مما أدى إلى البدء في تصنيع علبة مكونة من قطعتين، حيث يتم ببساطة ختم كل العلبة ما عدا الجزء العلوي يتم ختمه بقطعة من الألومنيوم، بدلًا من صُنعها بواسطة قطعتين من المعدن. يتم طباعة الملصق إما مباشرة على جانب العلبة أو سيتم لصقه خارج السطح المنحني حتي يشرح محتوياته.
معظم علب الألومنيوم مصنوعة من قطعتين. ويتم مدّ وكّي الجزء السفلي وهيكل العبوة من لوحة مسطحة أو كوب ضحل عد الملء، يتم ختم «النهاية» في أعلى العلبة
مميزات تغطية صفائح الصلب بالألومنيوم:
- الوزن الخفيف.
- سعر لا يقبل المنافسة.
- استخدام نهايات الألومنيوم سهلة الفتح: لا حاجة لفاتحة العلب بعد الآن.
- مظهر نظيف.
- الألومنيوم لا يصدأ.

تم تطوير علب مشروبات ذات نهايات سهلة الفتح من قِبل هيئة ألكوا في عام 1962 لصالح شركة بيتسبيرج للتخمير ، وتستخدم الآن في حوالي 100% من سوق البيرة المعلبة.

## إعادة التدوير

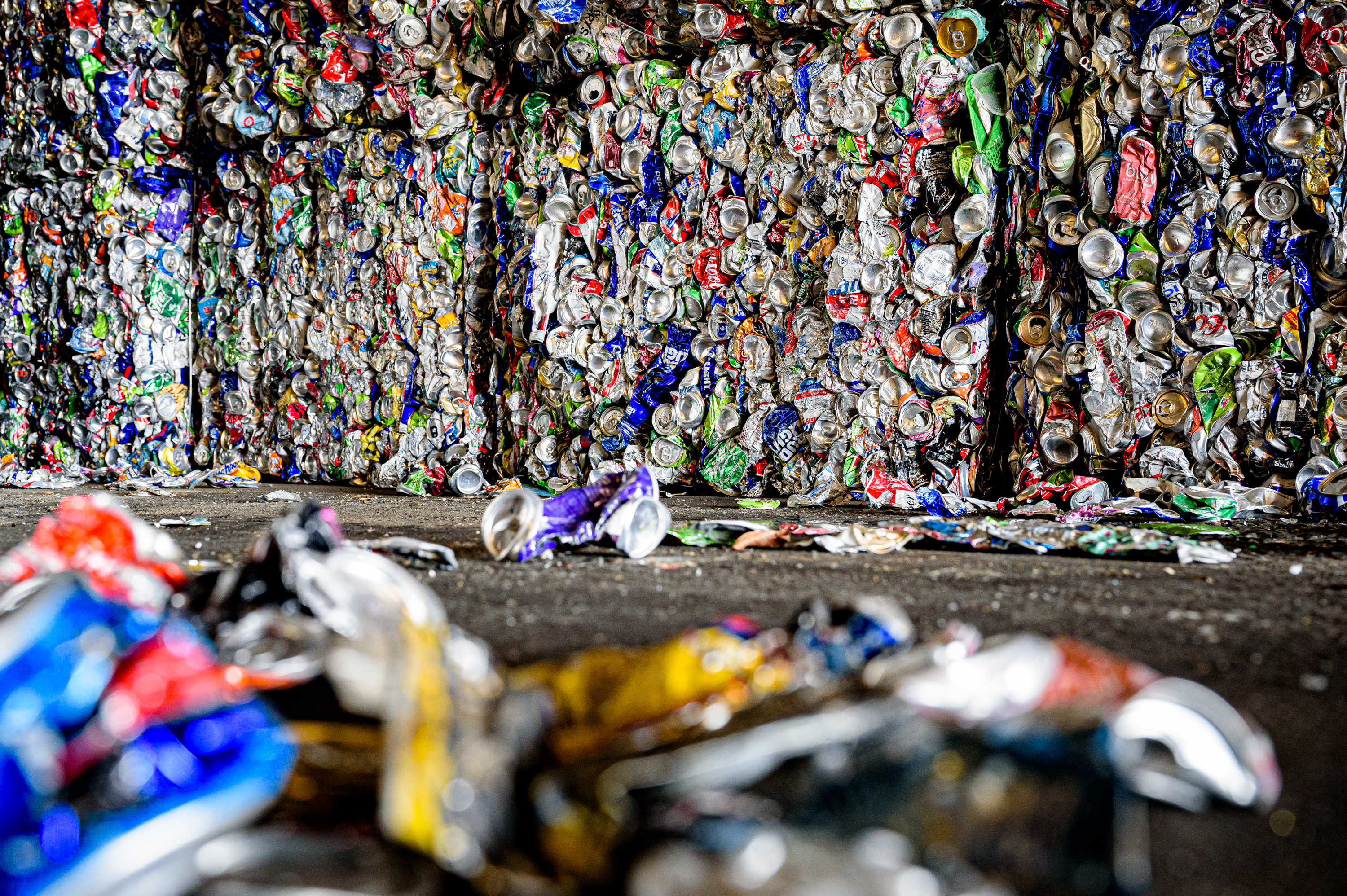
منشأة فرز وإعادة التدوير التي تديرها ECVC، 18 أكتوبر 2019

غالباً ما تكون علب الألومنيوم مصنوعة من الألومنيوم المعاد تدويره؛ ما يقرب من 68% من إنتاج علب أمريكا الشمالية المصنعة من الومنيوم المُعاد تدويره.
وفي عام 2012 تم إعادة تدوير 92٪ من علب مشروبات الألومنيوم المباعة في سويسرا. وتُعتبرعبوات المشروبات من أكثر العبوات المُعاد تدويرها بمعدل 69% في جميع أنحاء العالم.
وفي عام 2015وفقًا لشركة Alcoa Aluminium ، هناك حاجة إلى 34 عبوة لتعادل رطلًا واحدًا. الافتراض الغير المُعلن هو أن معظم هذه العلب من النوع العادي 12 «أونصة.» كما أفادت إعادة التدوير في بنساكولا- فلوريدا- أن السعر الذي دفعوه لشراء العلب المصنوعة من  الألومنيوم كان متباينًا، بالرجوع إلى سعر الألومنيوم المنشور في سوق السلع. كما أنكروا وجود اختلاف موسمي في الأسعار، وذكروا أن السعر الذي تم نشره على المستوى الوطني كان هو المحدد الذي استندوا اليه عند الدفع.
تدفع بعض مراكز إعادة التدوير سعرًا أعلى قليلاً (عادة سنتان) مقابل 100 رطل أو أكثر من العلب، بينما يدفع الآخرون نفس السعر بغض النظر عن الوزن الذي يتم تقديمه.
قضية واحدة هي أن الجزء العلوي من العلبة مصنوع من مزيج من الألومنيوم والمغنيسيوم لزيادة قوته.وعندما يتم ذوبان العلبة لإعادة التدوير يكون الخليط غير صالح لصنع الغطاء العلوي والسفلي والجوانب.
بدلًا من خلط المعادن المعاد تدويرها مع مزيد من الألومنيوم (لتليينها) أو المغنيسيوم (لتصلبها)، يستخدم أسلوب جديد يُدعى التلدين لإنتاج سبيكة تعمل لكلا الغرضين.
كما يمكن اعتبار مادة الألومنيوم من أكثر المواد القابلة لإعادة التدوير قيمة في متوسط صندوق إعادة التدوير.
وتشير التقديرات إلى أن الأمريكيين ينفقون ما يقرب من مليار دولار سنويًا في الألومنيوم المُهدر، ويُدفع على صناعة الألومنيوم ما يقرب من 800 مليون دولار سنوياً للألومنيوم المعاد تدويره حيث أنها متعددة الاستخدامات.